# 겐데미안스키 평화 조약
겐디미아느키 평화 조약 또는 1873년 겐디미안스키 평화 조약(러시아어: Гендемианский мирный договор 1873 года)은 1873년 8월 24일 1873년 히바 전역에서 러시아군이 히바 칸국을 점령한 이후 히바 칸국과 러시아 제국 사이 맺어진 평화 조약이다. 이 조약은 러시아령 튀르키스탄 총독인 콘스탄틴 폰 카우프만과 히바 칸국의 칸 무함마드 라힘 2세 사이에 맺어졌다. 이 조약은 히바 칸국의 칸의 여름 거주지인 젠덴미안 정원에서 맺어졌다.

## 조약 내용
평화 협정에서 히바 칸국은 러시아 제국의 봉신임을 인정했다. 이 평화 조약에서는 "칸은 (러시아) 황제와 모든 러시아의 충실한 하인"이라고 적혀 있다..
이 평화 조약에 따라 히바 칸국의 독립적인 외교권이 사라졌고, 러시아 제국의 협의 없이 어떠한 군사적 행동도 취할 수 없었다. 또한, 히바 칸국에서 아무다리야강 오른편의 영토는 러시아가 합병하였다. 또한, 러시아 상인들은 히바 칸국 내에서 무역에 대해 면세권을 부여받았다. 칸국 내에서 노예 시장 및 노예 무역 또한 사라졌다. 이 조약 내에서는 칸이 "영원히 노예 무역을 파괴하겠다"라는 내용이 있다.. 마지막으로, 히바 칸은 러시아 제국에게 220만 루블의 손해배상금을 1893년부터 20년간 분납해야 했다.

## 참고 문헌
- (러시아어) История дипломатии. В пяти томах. Том 2. М.: Государственное издательство политической литературы, 1963. С. 63-67.
- (러시아어) Текст договора